# Ferrières-Haut-Clocher
Ferrières-Haut-Clocher és un municipi francès situat al departament de l'Eure i a la regió de Normandia. L'any 2007 tenia 1.030 habitants.

## Demografia

### Població
El 2007 la població de fet de Ferrières-Haut-Clocher era de 1.030 persones. Hi havia 348 famílies, de les quals 40 eren unipersonals (24 homes vivint sols i 16 dones vivint soles), 108 parelles sense fills, 188 parelles amb fills i 12 famílies monoparentals amb fills.
La població ha evolucionat segons el següent gràfic:
Habitants censats

### Habitatges
El 2007 hi havia 382 habitatges, 348 eren l'habitatge principal de la família, 26 eren segones residències i 8 estaven desocupats. 381 eren cases i 1 era un apartament. Dels 348 habitatges principals, 312 estaven ocupats pels seus propietaris, 33 estaven llogats i ocupats pels llogaters i 3 estaven cedits a títol gratuït; 1 tenia una cambra, 7 en tenien dues, 35 en tenien tres, 94 en tenien quatre i 211 en tenien cinc o més. 263 habitatges disposaven pel capbaix d'una plaça de pàrquing. A 110 habitatges hi havia un automòbil i a 226 n'hi havia dos o més.

### Piràmide de població
La piràmide de població per edats i sexe el 2009 era:
| Homes | Edats   | Dones |
| ----- | ------- | ----- |
| 0     | 95 o +  | 4     |
| 0     | 90 a 94 | 0     |
| 0     | 85 a 89 | 0     |
| 0     | 80 a 84 | 0     |
| 0     | 75 a 79 | 0     |
| 8     | 70 a 74 | 8     |
| 12    | 65 a 69 | 8     |
| 20    | 60 a 64 | 16    |
| 12    | 55 a 59 | 12    |
| 36    | 50 a 54 | 36    |
| 32    | 45 a 49 | 28    |
| 40    | 40 a 44 | 28    |
| 32    | 35 a 39 | 36    |
| 28    | 30 a 34 | 40    |
| 28    | 25 a 29 | 28    |
| 12    | 20 a 24 | 12    |
| 48    | 15 a 19 | 32    |
| 24    | 10 a 14 | 28    |
| 36    | 5 a 9   | 28    |
| 44    | 0 a 4   | 44    |

## Economia
El 2007 la població en edat de treballar era de 652 persones, 528 eren actives i 124 eren inactives. De les 528 persones actives 503 estaven ocupades (265 homes i 238 dones) i 25 estaven aturades (7 homes i 18 dones). De les 124 persones inactives 51 estaven jubilades, 50 estaven estudiant i 23 estaven classificades com a «altres inactius».

### Ingressos
El 2009 a Ferrières-Haut-Clocher hi havia 361 unitats fiscals que integraven 1.104,5 persones, la mediana anual d'ingressos fiscals per persona era de 20.975 €.

### Activitats econòmiques
Dels 23 establiments que hi havia el 2007, 6 eren d'empreses de construcció, 4 d'empreses de comerç i reparació d'automòbils, 1 d'una empresa de transport, 2 d'empreses d'informació i comunicació, 2 d'empreses immobiliàries, 2 d'empreses de serveis, 5 d'entitats de l'administració pública i 1 d'una empresa classificada com a «altres activitats de serveis».
Dels 8 establiments de servei als particulars que hi havia el 2009, 1 era un taller de reparació d'automòbils i de material agrícola, 1 paleta, 4 lampisteries, 1 perruqueria i 1 agència immobiliària.
Dels 2 establiments comercials que hi havia el 2009, 1 era una botiga de més de 120 m² i 1 una joieria.
L'any 2000 a Ferrières-Haut-Clocher hi havia 13 explotacions agrícoles que ocupaven un total de 693 hectàrees.

## Equipaments sanitaris i escolars
El 2009 hi havia una escola elemental integrada dins d'un grup escolar amb les comunes properes formant una escola dispersa.

## Poblacions més properes
El següent diagrama mostra les poblacions més properes.